# Годы жизни, скорректированные по нетрудоспособности

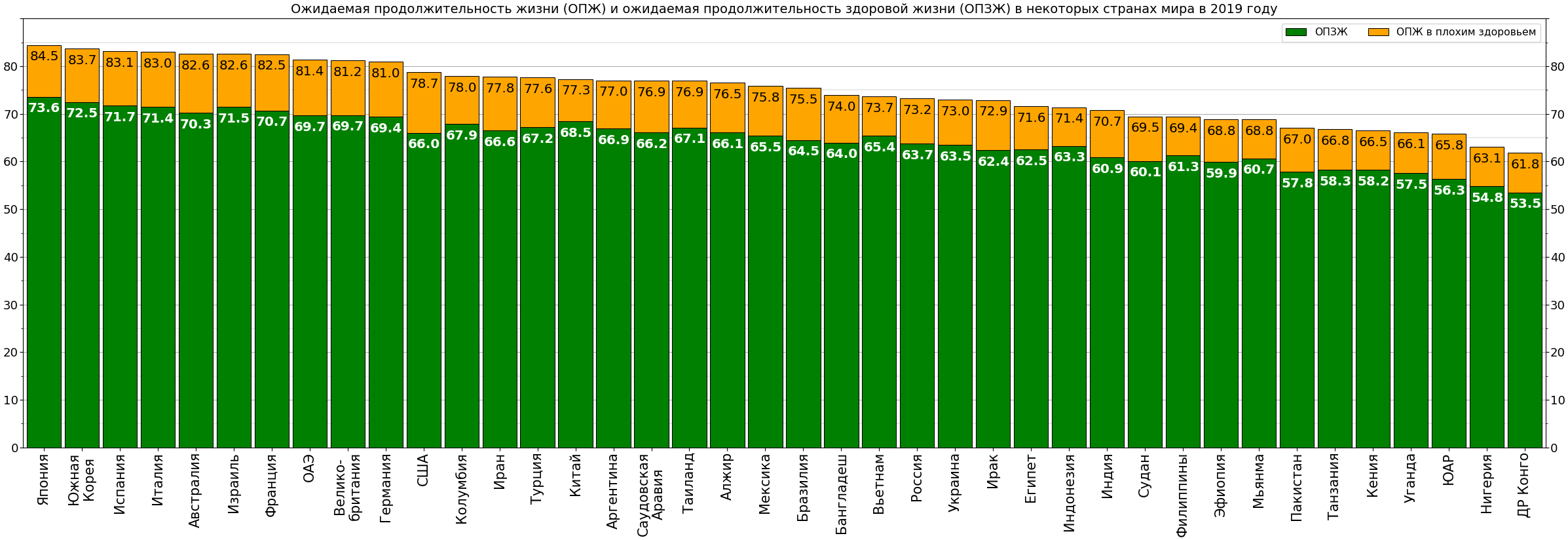
Распределение ожидаемой продолжительности жизни на здоровую и с плохим здоровьем в различных странах в 2019 году

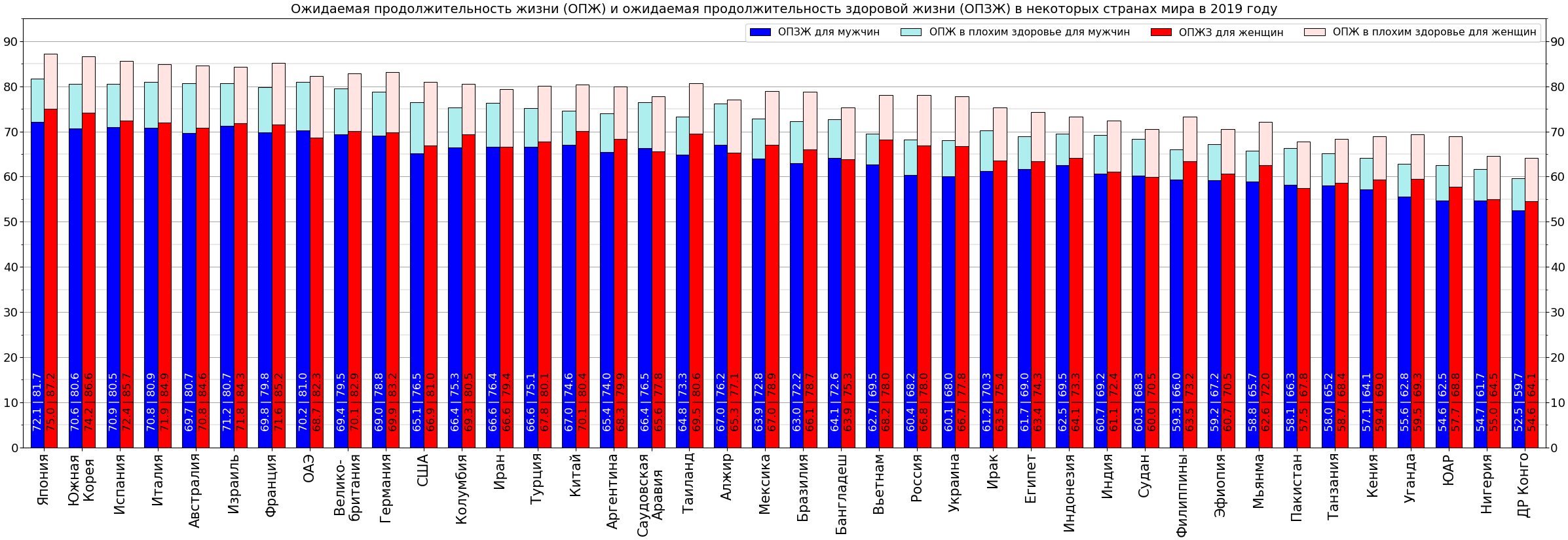
Детализация распределения с учётом пола

Годы жизни, скорректированные по нетрудоспособности (англ. DALY, сокр. от disability-adjusted life year), — показатель, оценивающий суммарное «бремя болезни». DALY был впервые разработан Гарвардским университетом для Всемирного Банка и в настоящее время все чаще используется в сфере общественного здравоохранения, в том числе ВОЗ. Показатель равен времени здоровой жизни, потерянному из-за преждевременной смерти или инвалидности. Таким образом, смертность и заболеваемость удаётся оценить в одних единицах измерения и представить в виде одного показателя. Концепция DALY впервые была выдвинута Мюррэем (Murray) и Лопесом (Lopez) в ходе исследования, проводившегося в 1990-е гг. при содействии Всемирной организации здравоохранения и Всемирного банка.
Обычно потери потенциальных лет жизни оценивались с помощью показателя YLL (ожидаемое (среднее) количество потерянных лет жизни), который рассчитывается на основе ожидаемой продолжительности жизни в момент смерти. При таком подходе не учитывается влияние нетрудоспособности, которое можно оценить с помощью показателя YLD (ожидаемое (среднее) количество потерянных лет трудоспособной жизни).
DALY, таким образом, равен YLL + YLD.
Оценка потерянных лет жизни на основе показателя DALY может выявить неожиданные закономерности. Например, в 1990 году ВОЗ в ежегодном докладе указала, что 5 из 10 наиболее распространённых причин нетрудоспособности — психические заболевания. Психические и неврологические состояния составляют 28 % всех нетрудоспособных лет, но при этом на них приходится лишь 1,4 % всех смертей 1,1 % YLL. Таким образом, психические заболевания, традиционно не рассматривавшиеся как серьёзная эпидемиологическая проблема, оказывают значительное влияние на здоровье и трудоспособность населения.